# Haziratu'l-Quds
Haziratu'l-Quds è il nome con cui i Bahá'í indicano l'edificio che ospita il centro amministrativo bahai, sia locale che regionale o nazionale.

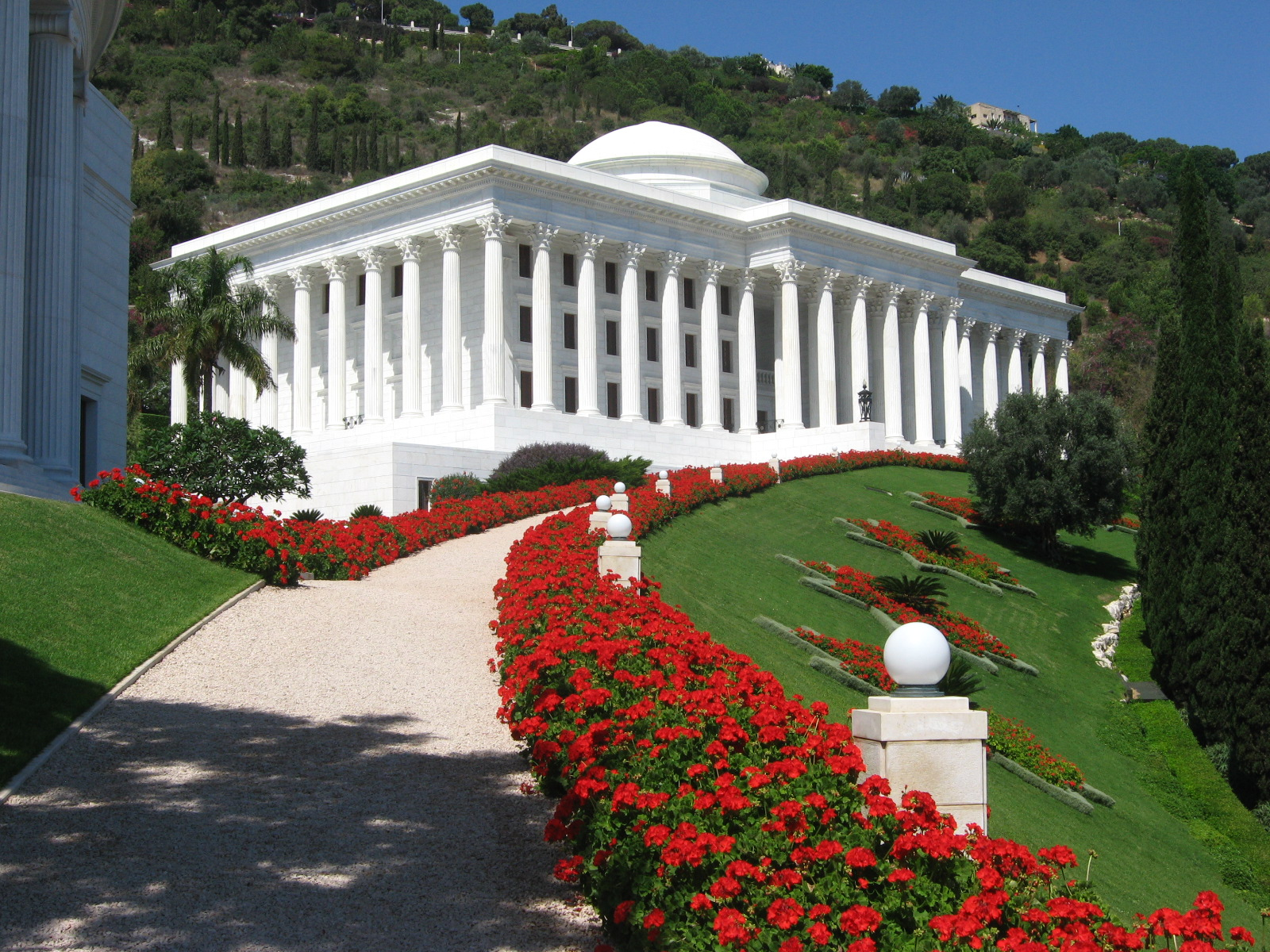
Casa Universale di Giustizia Bahai, Haifa

Shoghi Effendi, il Custode della Fede bahai, scrisse che (a tempo debito) ogni Haziratu'l-Quds debba avere una segreteria, una tesoreria, una biblioteca, un ufficio editoriale, una sala assembleare, una sala consiliare e dei locali per ospitare i pellegrini. 
Stabilì altresì che le sue funzioni devono essere complementari a quelle del tempio bahai e auspicò che entrambi gli edifici siano costruiti nello stesso sito.